# Comité Vérité-Justice
Les comités Vérité-Justice sont des regroupements destinés à une cause précise, le plus souvent en réponse à des problèmes politiques et gouvernementaux. Ils naissent sous l'impulsion des maoïstes français.
Ils peuvent être formalisés ensuite sous la forme de Commission de vérité et de réconciliation nationale.
Dans les années 2010 et ensuite, ils sont souvent destinés à la lutte contre les violences policières en France.